# Кірспе
Кірспе (нім. Kierspe) — місто в Німеччині, знаходиться в землі Північний Рейн-Вестфалія. Підпорядковується адміністративному округу Арнсберг. Входить до складу району Меркіш.
Площа — 71,62 км2. Населення становить 16 089 ос. (станом на 31 грудня 2020).